# Alwin Mittasch
Alwin Mittasch (27 décembre 1869 - 4 juin 1953) est un chimiste allemand. Au XXIe siècle, il est surtout connu pour ses travaux sur les catalyseurs à base de fer qui permirent de synthétiser l'ammoniac à faible coût via le procédé Haber-Bosch.

## Biographie
Il obtient son doctorat en chimie en 1901 de l'Université de Leipzig où il est supervisé par Wilhelm Ostwald. 
Il commence à travailler pour BASF à Ludwigshafen en 1904 en tant qu'assistant de Carl Bosch. 
Mittasch découvre un catalyseur stable et peu coûteux à base de fer, catalyseur utilisé dans le procédé Haber-Bosch.
Durant son emploi chez BASF, il publie 14 ouvrages.
Mittasch prend sa retraite en 1933.

## Œuvres
- (de) « Chemische Dynamik des Nickelkohlenoxyds » dans Zeitschrift für physikalische Chemie, 1902, vol. 40, p. 1-88. (dissertation)
- (de) avec E. Theis, Von Davy und Döbereiner bis Deacon. Ein halbes Jahrhundert Grenzflächenkatalyse, 1932.
- (de) Kurze Geschichte der Katalyse in Praxis und Theorie, 1939.
- (de) Lebensprobleme und Katalyse, 1947.
- (de) Von der Chemie zur Philosophie. Ausgewählte Schriften und Vorträge, 1948. (une autobiographie)
- (de) Geschichte der Ammoniaksynthese, Verlag Chemie, Weinheim, 1951.
- (de) Salpetersäure aus Ammoniak, 1953.
- (de) Erlösung und Vollendung. Gedanken über die letzten Fragen, 1953.